# Firlænget gård
Firlænget gård er en gård bestående af fire længer. Oftest en hovedbygning og tre staldbygninger liggende enten i et lukket kvadrat med en port, eller med en indkørsel til gårdspladsen i et af hjørnerne.
Hovedbygningen er til menneskelig beboelse. Tidligere havde man ofte mødding på gårdspladsen.
Byggestilen stammer fra 1500-tallet, da ambitiøse bønder efterlignede herregårdene der af forsvarshensyn ofte var bygget firlængede.